# Escola Isabel de Villena
Escola Isabel de Villena és una escola catalana concertada d'Esplugues de Llobregat (Baix Llobregat) creada a Barcelona el 1939 amb gent procedent de l'Institut-Escola de la Generalitat de Catalunya. Entre els fundadors, encapçalats per Carme Serrallonga i Calafell, hi havia la farmacèutica Mercè Ballarà, el llicenciat en filosofia Josep Calsamiglia, el músic Joan Gibert, el professor mercantil Lluís Gonçaga Modolell, el pintor Josep Obiols, i el llicenciat en Filosofia i Lletres Marçal Olivar. Els seus referents educatius eren la Mútua Escolar Blanquerna, la Institución Libre de Enseñanza, altres grups escolars de la Segona República Espanyola i els mètodes de Maria Montessori. Va rebre el nom de la monja i escriptora valenciana Isabel de Villena, qui fou la primera dona en escriure en català, al segle xv. Ofereix educació infantil, primària, secundària i batxillerat.
El curs 1981-1982 van rebre el Premi Baldiri Reixac de la Fundació Jaume I i el 1988 la Creu de Sant Jordi de la Generalitat de Catalunya.

## Professors
- Ricard Albert i Llauró
- Joana Casals i Baltà
- Maria Aurèlia Capmany
- Joan Gibert Camins

## Antics alumnes
- Maria Àngels Anglada i d'Abadal
- Montserrat Barbat Gili
- Concepció Carreras i Fontserè
- Enric Casassas
- Jordi Casassas
- David Nel·lo
- Sergi Pàmies
- Pau Riba
- Carme Sansa